# Église de Perho
L’église de Perho (finnois : Perhon kirkko) est une église luthérienne construite à Perho en Finlande,.

## Description
Le retable représentant le Christ dans le désert est peint en 1938 par Ilmari Wirkkala.
Le clocher est construit en 1799 sous la direction de Matti Kuorikoski.
Son aspect actuel est le résultat de la rénovation réalisée en 1840 par Heikki Kuorikoski.